# Emile Cairess
Emile Cairess (27 dicembre 1997) è un mezzofondista e maratoneta britannico.

## Palmarès
| Anno | Manifestazione   | Sede    | Evento         | Risultato | Prestazione | Note |
| ---- | ---------------- | ------- | -------------- | --------- | ----------- | ---- |
| 2018 | Europei di cross | Tilburg | Corsa U23      | 8º        | 24'07"      |      |
| 2018 | Europei di cross | Tilburg | A squadre      | Argento   | 30 p.       |      |
| 2019 | Europei Under 23 | Gävle   | 10000 m piani  | Bronzo    | 28'50"21    |      |
| 2019 | Europei di cross | Lisbona | Corsa U23      | 60º       | 26'34"      |      |
| 2019 | Europei di cross | Lisbona | A squadre      |           |             |      |
| 2022 | Europei          | Monaco  | 10000 m piani  | 11º       | 28'07"37    |      |
| 2022 | Europei di cross | Torino  | Corsa seniores | Argento   | 29'42"      |      |
| 2022 | Europei di cross | Torino  | A squadre      | 6º        | 46 p.       |      |
| 2024 | Giochi olimpici  | Parigi  | Maratona       | 4º        | 2h07'29"    |      |

## Campionati nazionali
2018
- 19º ai campionati britannici, 5000 m piani - 14'23"77

2020
- 10º ai campionati britannici, 5000 m piani - 14'07"98

2022
- Argento ai campionati britannici, 10000 m piani - 27'34"08

2023
- Argento ai campionati britannici, 5000 m piani - 13'43"17

2025
- Oro ai campionati britannici, 10000 m piani - 27'27"95

## Altre competizioni internazionali
2019
- Bronzo alla Great South Run ( Portsmouth), 10 miglia - 47'32"
- 6º alla Great Manchester Run ( Manchester) - 29'08"

2021
- Bronzo in Coppa Europa dei 10000 metri ( Birmingham), 10000 m piani - 27'53"19
- Argento alla Great South Run ( Portsmouth), 10 miglia - 47'38"

2022
- 12º alla Mezza maratona di Valencia ( Valencia) - 1h00'32"
- 41º all'Agnes Tirop Cross Country Classic ( Eldoret) - 33'13"

2023
- 6º alla Maratona di Londra ( Londra) - 2h08'07"
- 10º alla Mezza maratona di Copenaghen ( Copenaghen) - 1h00'52"
- Bronzo al Giro podistico internazionale di Castelbuono ( Castelbuono) - 34'14"

2024
- Bronzo alla Maratona di Londra ( Londra) - 2h06'46"

2025
- Argento al Giro podistico internazionale di Castelbuono ( Castelbuono) - 34'26"